# Столяр Тарас Федорович
Тара́с Фе́дорович Сто́ляр — український бандурист, старший солдат, заслужений артист України (2008).

## Біографія
Випускник Чернівецького музичного училища та Національної музичної академії України ім. П. І. Чайковського. Переможець Першого Міжнародного конкурсу виконавців на українських народних інструментах ім. Гната Хоткевича (Харків, 1998) у номінації «бандурист-інструменталіст».
Артист Національного академічного оркестру народних інструментів України, концертмейстер групи бандур.
Виконував партії бандури для фільму «Дума про Тараса Бульбу» (2009). 
Деякий час був у складі українського електронного гурту «ONUKA». Знявся у відеокліпі «Look».
З 2022 року доєднався до складу ЗСУ у якості розвідника 112-ї окремої бригади Сил територіальної оборони.

## Джерело
- Тарас Столяр, (бандура) заслужений артист України — НАОНІ.